# Exposição Internacional de Lisboa
Exposição Internacional de Lisboa foi a designação dada a uma sequência de exposições internacionais, organizadas sob a forma de recinto de feira e voltadas para a promoção dos negócios industriais e comerciais, realizada a partir de 1888 por iniciativa da Associação Industrial Portuguesa, ao tempo presidida por João Crisóstomo Melício. A exposição, sempre sob a égide da AIP, deu origem à actual Feira Internacional de Lisboa, recinto de grande notoriedade, ainda actualmente pertença da Associação Industrial Portuguesa/Câmara de Comércio e Indústria Portuguesa, e onde se realizam anualmente cerda de duas dezenas de exposições comerciais e industriais.